# Sven Botman
Sven Botman (født d. 12. januar 2000) er en hollandsk professionel fodboldspiller, som spiller for Premier League-klubben Newcastle United.

## Klubkarriere

### Ajax
Botman kom igennem Ajax' ungdomsakademi. Han gjorde sin debut for deres reservehold, Jong Ajax, i august 2018.
Han blev juli 2019 udlejet til Heerenveen.

### Lille
Botman skiftede i juli 2020 til Lille. Han spillede i sin debutsæson en central rolle i at Lille vandt det franske mesterskab, og at de dermed vandt deres første titel i 10 år.

### Newcastle United
Botman skiftede i juni 2022 til Newcastle United.

## Landsholdskarriere
Botman har repræsenteret Holland på flere ungdomsniveauer.

## Titler
Lille
- Ligue 1: 1 (2020-21)
- Trophée des Champions: 1 (2021)